# كيث ريد (لاعب كرة قاعدة)
كيث ريد (بالإنجليزية: Keith Reed)‏ هو لاعب كرة قاعدة أمريكي، ولد في 8 أكتوبر 1978 في يارموث بورت في الولايات المتحدة.

## وصلات خارجية
- كيث ريد على موقعبيزبول رفرنس.كوم (الدوري الرئيسي) (الإنجليزية)
- كيث ريد على موقعبيزبول رفرنس.كوم (الدوري الثانوي) (الإنجليزية)